# Psychoglypha klamathi
Psychoglypha klamathi is een schietmot uit de familie Limnephilidae. De soort komt voor in het Nearctisch gebied.